# Zbigniew Nowosadzki
Zbigniew Nowosadzki (Zamość, 1957. július 22. –)  lengyel festő.

## Élete
A Zamośći Művészeti Gimnáziumban érettségizett. A lublini Maria Curie-Skłodowska Egyetem Művészeti Pedagógiai Intézetében tanult prof. Maksymilian Snoch, Ryszard Winiarski és Ryszard Lis irányításával. A diplomáját 1983-ban szerezte meg. 1987 és 1992 között a saját kortárs művészeti galériáját vezette a varsói 146-os általános iskolában. 1997 és 2004 között a wilanówi „Nyitott Kör” galéria művészeti vezetője volt.
27 egyéni kiállítása volt Lengyelországban és Belgiumban (Brüsszel), és mintegy 80 csoportos kiállításon vett részt Lengyelországban, Cipruson (Nicosia), Franciaországban (Meulan, Verneuil sur Seine), Argentínában (Buenos Aires) és az USA-ban (New York, New Britain, Stamford, Connecticut). Művei magángyűjteményekben találhatók Ausztriában, Belgiumban, Kanadában, Cipruson, Franciaországban, Németországban, Görögországban, Hollandiában, Magyarországon, Olaszországban, Lengyelországban, Svájcban és az Egyesült Államokban.
Tagja a „Via Varsovia” és a New York-i „Emotionalists” csoportnak.

## Fordítás
Ez a szócikk részben vagy egészben  a   Zbigniew Nowosadzki című lengyel Wikipédia-szócikk ezen változatának fordításán alapul.  Az eredeti cikk szerkesztőit annak laptörténete sorolja fel. Ez a jelzés csupán a megfogalmazás eredetét és a szerzői jogokat jelzi, nem szolgál a cikkben szereplő információk forrásmegjelöléseként.